# Plan del Sabino
Plan del Sabino är en ort i Mexiko.   Den ligger i kommunen Teloloapan och delstaten Guerrero, i den södra delen av landet, 140 km sydväst om huvudstaden Mexico City. Plan del Sabino ligger 1 411 meter över havet och antalet invånare är 290.
Terrängen runt Plan del Sabino är huvudsakligen kuperad, men den allra närmaste omgivningen är bergig. Runt Plan del Sabino är det ganska glesbefolkat, med 50 invånare per kvadratkilometer. Närmaste större samhälle är Teloloapan, 17,2 km sydost om Plan del Sabino. I omgivningarna runt Plan del Sabino växer huvudsakligen savannskog.